# Május 29.
Május 29. az év 149. (szökőévben 150.) napja a Gergely-naptár szerint. Az évből még 216 nap van hátra.
Névnapok: Magdolna + Adelmár, Aléna, Almira, Almiréna, Elmár, Jukundusz, Káin, Kán, Kund, Kunó, Léna, Magdaléna, Mária, Marita, Maxim, Melodi, Melódia, Teodózia

## Események
- 757 – I. Pál pápa megválasztása.
- 862 – Rurik fejedelem Novgorodban megalapítja az első orosz dinasztiát.
- 1205 – II. András magyar király megkoronázása
- 1439 – A budai országgyűlés Luxemburgi Erzsébet magyar királynét a férje, I. (Habsburg) Albert örökösévé nyilvánította, aki így kvázi társuralkodóvá lépett elő. Továbbá kimondta az országgyűlés, hogy Albert király kizárólag a magyar rendek hozzájárulásával dönthet a leányai, Anna és Erzsébet házasságainak az ügyében.
- 1453 – Konstantinápoly eleste, a Bizánci Birodalom bukása. II. Mehmed oszmán szultán megkezdi az Oszmán Birodalom kiterjesztését Európa belseje felé.
- 1522 – Elesik Knin Horvátországban.
- 1792 – Varsóban feloszlik a nagy szejm ülése, ami 1791-ben megalkotta Európa első írott (kartális) alkotmányát, a Május 3-i Alkotmányt.
- 1807 – A janicsárok megfosztották trónjától III. Szelimet, és IV. Musztafa lesz az Oszmán Birodalom 30. szultánja.
- 1867 – A magyar országgyűlés megszavazza az 1867. évi XII. törvénycikket a kiegyezésről, mely szerint a két ország élén *közös uralkodó áll (I. Ferenc József magyar király és osztrák császár). A külügy, a hadügy és az ezekkel kapcsolatos pénzügyek közösek. Vám- és kereskedelmi unió Ausztriával. Létrejön az Osztrák–Magyar Monarchia.
- 1902 – Megalakul a Gyáriparosok Országos Szövetsége (GYOSZ).
- 1919 – Kikiáltják Muraszombatban a Vendvidéki Köztársaságot, más néven Mura Köztársaságot.
- 1938 –Magyarországon elfogadják az első zsidótörvényt.[1]
- 1953 – A Mount Everest (tszf. 8850 m), a "harmadik pólus" első megmászása (Edmund Hillary új-zélandi alpinista, Tendzing Norgaj nepáli serpával).
- 1985 – Tömegszerencsétlenség a brüsszeli Heysel Stadionban: A Liverpool FC – Juventus FC között zajló BEK-döntőn a brit szurkolók megtámadták az olaszokat, a tömeges menekülés során egy támfal is kidől. A szerencsétlenségben 39-en életüket vesztik, a sebesültek száma 200.
- 1989 – Burma államot hivatalosan Mianmarrá nevezik át.
- 2005 – Budapest XI. kerülete hivatalosan felveszi az Újbuda nevet.
- 2019 – 28 ember halálával járó hajókatasztrófa történik a Duna budapesti, belvárosi szakaszán

## Sportesemények
Formula–1
- 1960 –  monacói nagydíj, Monte Carlo - Győztes: Stirling Moss  (Lotus Climax)
- 1988 –  mexikói nagydíj, Mexikóváros - Győztes: Alain Prost  (McLaren Honda Turbo)
- 1994 –  spanyol nagydíj, Barcelona - Győztes: Damon Hill  (Williams Renault)
- 2005 –  európai nagydíj, Nürburgring - Győztes: Fernando Alonso  (Renault)
- 2011 –  monacói nagydíj, Monte Carlo - Győztes: Sebastian Vettel  (Red Bull Racing Renault)
- 2016 –  monacói nagydíj, Monte Carlo - Győztes: Lewis Hamilton  (Mercedes)

Labdarúgás
2021 - UEFA-bajnokok ligája-döntő: Manchester City - Chelsea

## Születések
- 1265 – Dante Alighieri, olasz költő, az „Isteni színjáték” szerzője († 1321)
- 1504 – Verancsics Antal magyar királyi helytartó, bíboros, diplomata, történetíró († 1573)
- 1816 – Ivan Kukuljević Sakcinski horvát politikus, történész, író, az MTA tagja († 1889)
- 1846 – Gróf Apponyi Albert politikus, miniszter, az MTA tagja († 1933)
- 1868 – II. Abdul-Medzsid az Oszmán Birodalom utolsó szultánja († 1944)
- 1872 – Pilch Jenő katonatiszt, hadtörténész, katonai szakíró, az MTA tagja († 1937)
- 1873 – Horvay János magyar szobrászművész († 1944)
- 1880 – Oswald Spengler német idealista filozófus († 1936)
- 1892 – Alfonsina Storni a 20. századi latin-amerikai költészet egyik legfontosabb alakja († 1938)
- 1892 – Frederick Schiller Faust amerikai író, forgatókönyvíró
- 1897 – Tatyjana Nyikolajevna Romanova orosz nagyhercegnő az utolsó cár második leánya († 1918)
- 1905 – Sebastian Shaw angol színész († 1994)
- 1912 – Thomas Monarch amerikai autóversenyző († 1964)
- 1912 – Pamela Hansford Johnson angol kritikus, írónő († 1981)
- 1917 – John Fitzgerald Kennedy az Amerikai Egyesült Államok 35. elnöke, hivatalban 1961–1963-ig († 1963)
- 1917 – Kondor Ilona magyar színésznő († 1985)
- 1920 – Harsányi János (John C. Harsanyi), magyar származású Nobel-díjas amerikai közgazdász († 2000)
- 1922 – Iannis Xenakis romániai születésű görög zeneszerző, építész († 2001)
- 1926 – Charles Denner lengyel születésű francia színész, filmszínész († 1995)
- 1929 – Peter Higgs Nobel-díjas brit részecskefizikus, a róla elnevezett Higgs-bozon elméletének kidolgozója († 2024)
- 1932 – Delneky Gábor olimpiai bajnok vívó († 2008)
- 1939 – Al Unser (Alfred Unser, Sr.) amerikai autóversenyző († 2021)
- 1948 – Nick Mancuso (er. Nicodemo Antonio Massimo Mancuso) olasz születésű kanadai színész
- 1949 – Kőhalmi Attila magyar színész († 1990-es évek közepe, a pontos dátum ismeretlen)
- 1949 – Seregélyes Tibor magyar botanikus († 2005)
- 1951 – Jani Ildikó magyar színésznő
- 1957 – Ted Levine amerikai színész
- 1958 – Annette Bening amerikai színésznő („Csodálatos vagy, Júlia”).
- 1962 – Csankó Zoltán Jászai Mari-díjas magyar színész
- 1962 – Flipper Öcsi magyar énekes, dalszerző, zenész († 2008)
- 1963 – Katajama Ukjó japán autóversenyző
- 1966 – Spitzer Gyöngyi (művésznevén: "Soma") énekes, műsorvezető, újságíró
- 1970 – Roberto Di Matteo svájci-olasz labdarúgó, edző
- 1979 – Javier Carriqueo argentin atléta
- 1981 – Andrej Szergejevics Arsavin orosz labdarúgó, az Arsenal FC csatára), az orosz labdarúgó-válogatott tagja
- 1986 – Besa Kokëdhima, albán énekesnő
- 1987 – Yanet Bermoy kubai cselgáncsozó
- 1989 – Kszenia Moszkvina orosz úszó
- 1996 – Im Hjodzsun olimpiai bajnok dél-koreai rövidpályás gyorskorcsolyázó
- 1998 – Austin Reaves német-amerikai kosárlabdázó

## Halálozások
- 1438 – Aragóniai Frigyes lunai gróf és aragón trónkövetelő, az 1410–1412-es trónörökösödési háború idejen az öt trónkövetelő egyike Aragóniában, I. (Ifjú) Márton szicíliai király természetes fia és I. (Idős) Márton aragón király unokája
- 1453 – XI. Konstantin az utolsó bizánci császár elesik a Konstantinápolyt ostromló törökök elleni harcban (* 1404 körül)
- 1500 – Bartolomeu Diaz portugál hajós, felfedező (* 1450 körül)
- 1569 – François de Coligny d’Andelot francia főnemes, a hugenotta párt egyik legfontosabb hadvezére  (* 1521)
- 1637 – Jiří Třanovský cseh-szlovák író, költő, egyházi énekszerző, evangélikus lelkész, őt nevezik a „szláv Luthernek” (* 1591)
- 1814 – Joséphine de Beauharnais, Bonaparte Napóleon első felesége, 1804–09-ig francia császárné (* 1763)
- 1829 – Humphry Davy angol kémikus, fizikus, feltaláló, számos kémiai elem felfedezője, a róla elnevezett biztonsági bányászlámpa, a Davy-lámpa kifejlesztője (* 1778)
- 1875 – Izsó Miklós magyar szobrászművész (* 1831)
- 1892 – Bahá’u’lláh a Bahá’í hit alapítója (* 1817)
- 1909 – Gothard Jenő magyar gépészmérnök, csillagász, a Magyar Tudományos Akadémia levelező tagja (* 1857)
- 1910 – Milij Alekszejevics Balakirev orosz zeneszerző, az „Orosz ötök” társaságának alapítója (* 1837)
- 1926 – Vázsonyi Vilmos (er. Weiszfeld) ügyvéd, politikus, igazságügyminiszter (* 1868)
- 1944 – Gerő Katalin magyar pedagógus, író, árvaház-igazgató (* 1853)
- 1951 – Maróczy Géza magyar nemzetközi sakknagymester (* 1870)
- 1967 – Árus Tibor magyar igazgatási szakember, Békés megyei tanácsi főtisztviselő (* 1923)
- 1979 – Mary Pickford kanadai születésű amerikai filmszínésznő, az United Artists egyik alapítója (* 1892)
- 1982 – Romy Schneider (er. Rosemarie Magdalena Albach) osztrák születésű francia színésznő (* 1938)
- 1994 – Erich Honecker kelet-német kommunista politikus, a SED főtitkára (* 1912)
- 1998 – Gyarmati Anikó magyar színésznő, érdemes művész (* 1908)
- 2000 – Bakó Jenő magyar úszó, edző, sportvezető, szakíró (* 1921)
- 2001 – Temessy Hédi magyar színésznő, érdemes művész (* 1925)
- 2001 – Zentay Ferenc magyar színművész (* 1917)
- 2003 – Károlyi Amy József Attila-díjas magyar költőnő (* 1909)
- 2006 – Johnny Servoz-Gavin (George-Francis Servoz-Gavin) francia autóversenyző (* 1942)
- 2007 – Veszelinov András magyar dobos, színművész (* 1946)
- 2008 – Luc Bourdon kanadai jégkorongozó (* 1987)
- 2009 – Karine Ruby francia síző és snowboardos, a hódeszkázás első női olimpiai bajnoka (* 1978)
- 2010 – Dennis Hopper amerikai színész (* 1936)
- 2010 – Huszár Erika magyar dalszövegíró (* 1948)
- 2011 – Mádl Ferenc Magyarország 2. elnöke, Széchenyi-díjas magyar jogtudós (* 1931)
- 2012 – Monyók Ildikó magyar színésznő, énekesnő (* 1948)
- 2012 – Sindó Kaneto japán filmrendező (* 1912)
- 2014 – Karlheinz Böhm osztrák színész (* 1928)
- 2021 – Jankovics Marcell Kossuth-díjas magyar rajzfilmrendező, grafikus könyvillusztrátor, író, politikus, a nemzet művésze (* 1941)

## Nemzeti ünnepek, emléknapok, világnapok
- Békefenntartók nemzetközi napja